# قرار مجلس الأمن التابع للأمم المتحدة رقم 769
قرار مجلس الأمن التابع للأمم المتحدة رقم 769، المتخذ بالإجماع في 7 آب / أغسطس 1992، بعد إعادة التأكيد على القرار 743 (1992) وجميع القرارات اللاحقة المتعلقة بقوة الأمم المتحدة للحماية، أذن المجلس بتوسيع قوام قوة الأمم المتحدة وولايتها من أجل "تمكين قوة مراقبة دخول المدنيين إلى المناطق المحمية للأمم المتحدة "، بالإضافة إلى أداء وظائف الهجرة والجمارك.
وطالب المجلس بالتعاون مع القوة، كما أدان الانتهاكات المرتكبة ضد السكان المدنيين، لا سيما على أسس عرقية.

## روابط خارجية
- نص القرار في undocs.org